# Escut de Sant Vicenç de Castellet
L'escut oficial de Sant Vicenç de Castellet té el següent blasonament:
Escut caironat: d'argent, un castell de sinople obert acompanyat d'un sautoret de gules al cap, una graella de gules al costat destre i una roda de molí de gules al sinistre. Per timbre, una corona de baró.

## Història
Va ser aprovat oficialment per la Direcció General d'Administració Local del Departament de Governació i Relacions Institucionals de la Generalitat de Catalunya el 22 de febrer del 2011 i publicat al DOGC número 5.834 el 10 de març del mateix any. El Ple de l'Ajuntament l'havia aprovat prèviament el 27 d'octubre del 2010.
El castell, en al·lusió al castell de Castellet, és un senyal parlant tradicional referent al topònim de la localitat i un element característic de l'escut del municipi, que ja era present als segells de l'Ajuntament del segle xix. El sautoret (o creu de Sant Vicenç), la roda de molí i la graella són els atributs habituals del martiri de sant Vicenç, patró del poble, i que distingeixen aquest escut d'altres que també porten un castell; segons la tradició, Vicenç d'Osca fou martiritzat a València clavant-lo en una creu en forma d'aspa i rostint-lo a la graella, entre altres penalitats, i finalment el van llançar al Túria lligat a una roda de molí.
La corona recorda la baronia de Castellet, creada el 1797 sota la persona de Marià d'Alegre i Aparici, ciutadà honrat de Barcelona; precisament, fins a l'aprovació de l'escut oficial, l'Ajuntament usava el pretès escut d'armes del baró de Castellet, timbrat amb casc i ornat amb llambrequins, com a senyal representatiu del municipi.